# 久世広賢
久世 広賢（くぜ ひろかた、寛永17年（1640年） - 正徳2年7月17日（1712年8月18日））は、江戸時代中期の旗本。通称は五郎八、三郎右衛門。久世広当の次男。母は正室井上正就の娘。正室は鳥居忠春の娘。子に久世広隆、久世広貞、川勝広英継室。兄弟に内藤重頼室、久世広重（父に先立って没す）、久世広次（久世広之養子）、養女（大久保忠当の娘、石野氏照室）。
万治3年（1660年）12月23日に父の遺跡を継ぎ、寄合に列する。元禄11年（1698年）3月7日、領地を駿河国冨士郡、駿東郡のうちに移される。宝永4年（1707年）7月21日、隠居したのち岫山と号する。正徳2年（1712年）、73歳で没する。